# PEC Zwolle in het seizoen 2024/25 (vrouwen)
Het seizoen 2024/2025 was het 14e jaar in het bestaan van de Zwolse vrouwenvoetbalclub PEC Zwolle. De club kwam uit in de Vrouwen Eredivisie en eindigde daarin op de 10e plaats. Ook nam het deel aan het toernooi om de KNVB Beker, hierin werd in de achtste finale, na strafschoppen, verloren van sc Heerenveen.

## Wedstrijdstatistieken

### Oefenwedstrijden
| Datum + plaats                | Wedstrijd                        | Uitslag | Scoreverloop                    |
| ----------------------------- | -------------------------------- | ------- | ------------------------------- |
| 22 juni 2024 Breda            | NAC Breda – PEC Zwolle           | 0 – 6   | Niet bekend                     |
| 5 juli 2024 Essen             | SG Essen-Schönebeck – PEC Zwolle | 3 – 2   | Niet bekend                     |
| 13 juli 2024 Zwolle           | PEC Zwolle – FC Twente           | 1 – 2   | Zoë Zuidberg                    |
| 20 juli 2024 Gütersloh        | FC Gütersloh – PEC Zwolle        | 1 – 1   | Niet bekend                     |
| 30 augustus 2024 Eindhoven    | PSV – PEC Zwolle                 | 3 – 0   |                                 |
| 5 september 2024 Witteveen    | FC Utrecht – PEC Zwolle          | 5 – 0   |                                 |
| 14 september 2024 Velsen-Zuid | PEC Zwolle – Telstar             | 1 – 2   | Niet bekend                     |
| 14 september 2024 Velsen-Zuid | PEC Zwolle – sc Heerenveen       | 2 – 0   | Niet bekend                     |
| 28 november 2024 Siebengewald | PEC Zwolle – Bayer 04 Leverkusen | 0 – 4   |                                 |
| 7 januari 2025 Brugge         | Club YLA - PEC Zwolle            | 0 – 2   | Niet bekend                     |
| 7 januari 2025 Rijswijk       | ADO Den Haag - PEC Zwolle        | 1 – 2   | Senne van de Velde, Reza Konink |
| 18 maart 2025 Enschede        | FC Twente - PEC Zwolle           | 0 – 1   | Inske Weiman                    |

### Eredivisie
| | 1e speelronde | Ajax | 5 – 1 (2 – 1)    | PEC Zwolle | Opstelling PEC Zwolle: |
| 29 september 2024 Aanvangstijd: 12.15 uur Plaats: Amsterdam De Toekomst Toeschouwers: 1.750 Scheidsrechter: Lizzy van der Helm       | 29 september 2024 Aanvangstijd: 12.15 uur Plaats: Amsterdam De Toekomst Toeschouwers: 1.750 Scheidsrechter: Lizzy van der Helm       | Tiny Hoekstra 17' Danique Tolhoek 23', 73' Lily Yohannes 55' Nadine Noordam 79'                         | Wedstrijdverslag | 15' Hanna Huizenga 79' Tara te Wierik                                                                                  | Tijink, Dijsselhof, Rutgers, Pruim, Lindner ( 46' Van der Linden), Kroezen, Van de Velde ( 65' Te Wierik ( 78' Van Drogen), Van Vugt, Hilhorst, Huizenga ( 88' Schilder), Walk ( 78' Konink)           |
| | 2e speelronde | PEC Zwolle                                                                                              | 0 – 4 (0 – 2)    | FC Utrecht | Opstelling PEC Zwolle: |
| 5 oktober 2024 Aanvangstijd: 14.00 uur Plaats: Zwolle MAC³PARK stadion Toeschouwers: 366 Scheidsrechter: Pepijn Blaak                | 5 oktober 2024 Aanvangstijd: 14.00 uur Plaats: Zwolle MAC³PARK stadion Toeschouwers: 366 Scheidsrechter: Pepijn Blaak                | | Wedstrijdverslag | 32' Maxime Snellenberg 44' Gera op den Kelder 63' Nurija van Schoonhoven 90+3' Nikita Tromp                            | Tijink, Dijsselhof ( 73' Kemper), Rutgers, Pruim, Weiman ( 65' Van Drogen), Van de Velde, Buikema ( 65' Kroezen), Van Vugt, Hilhorst, Huizenga ( 81' Schilder), Walk ( 46' Zuidberg)                   |
| | 3e speelronde | PEC Zwolle                                                                                              | 0 – 0            | Telstar | Opstelling PEC Zwolle: |
| 13 oktober 2024 Aanvangstijd: 16.45 uur Plaats: Zwolle Sportpark De Vegtlust Toeschouwers: 223 Scheidsrechter: Marije Steur          | 13 oktober 2024 Aanvangstijd: 16.45 uur Plaats: Zwolle Sportpark De Vegtlust Toeschouwers: 223 Scheidsrechter: Marije Steur          | Naomi Hilhorst 87' Jeva Walk 90+2'                                                                      | Wedstrijdverslag | 68' Nikki Ridder 84' Puck Donker                                                                                       | Tijink, Kemper, Van der Linden ( 71' Dijsselhof), Rutgers, Weiman, Kroezen, Buikema, Pruim ( 79' Van de Velde), Van Vugt ( 71' Hilhorst), Zuidberg ( 85' Walk), Huizenga                               |
| | 4e speelronde | PSV | 4 – 0 (2 – 0)    | PEC Zwolle | Opstelling PEC Zwolle: |
| 19 oktober 2024 Aanvangstijd: 14.30 uur Plaats: Eindhoven De Herdgang Toeschouwers: 300 Scheidsrechter: Dave de Vries                | 19 oktober 2024 Aanvangstijd: 14.30 uur Plaats: Eindhoven De Herdgang Toeschouwers: 300 Scheidsrechter: Dave de Vries                | Melanie Bross 41' Chimera Ripa 43' Sisca Folkertsma 57' Gwyneth Hendriks 70' Nina Nijstad 90+3'         | Wedstrijdverslag | | Tijink, Kemper, Van der Linden ( 72' Dijsselhof), Rutgers, Weiman, Van de Velde ( 60' Kroezen), Pruim, Buikema, Van Vugt ( 72' Walk), Zuidberg ( 60' Hilhorst), Huizenga                               |
| | 5e speelronde | PEC Zwolle                                                                                              | 0 – 1 (0 – 0)    | Fortuna Sittard | Opstelling PEC Zwolle: |
| 2 november 2024 Aanvangstijd: 16.30 uur Plaats: Zwolle Sportpark Be Quick '28 Toeschouwers: 110 Scheidsrechter: Illian Groothuismink | 2 november 2024 Aanvangstijd: 16.30 uur Plaats: Zwolle Sportpark Be Quick '28 Toeschouwers: 110 Scheidsrechter: Illian Groothuismink | | Wedstrijdverslag | 63' Diana Hilhorst | Tijink, Kemper, Pruim ( 84' Schilder), Rutgers, Weiman, Dijsselhof ( 84' Davelaar), Kroezen ( 71' Hilhorst), Buikema, Van Vugt ( 71' Van de Velde), Zuidberg, Huizenga                                 |
| | 6e speelronde | Feyenoord                                                                                               | 2 – 0 (2 – 0)    | PEC Zwolle | Opstelling PEC Zwolle: |
| 9 november 2024 Aanvangstijd: 16.30 uur Plaats: Rotterdam Varkenoord Toeschouwers: 150 Scheidsrechter: Arjen Nauta                   | 9 november 2024 Aanvangstijd: 16.30 uur Plaats: Rotterdam Varkenoord Toeschouwers: 150 Scheidsrechter: Arjen Nauta                   | Ella Van Kerkhoven 27', 45+1' Tess van Bentem 56'                                                       | Wedstrijdverslag | | Tijink, Dijsselhof, Kemper ( 57' Van der Linden), Rutgers, Weiman, Buikema ( 79' Davelaar), Pruim, Van Vugt ( 66' Schilder), Kroezen ( 66' Van de Velde), Zuidberg ( 79' Hilhorst), Huizenga           |
| | 7e speelronde | Excelsior Rotterdam                                                                                     | 0 – 3 (0 – 3)    | PEC Zwolle | Opstelling PEC Zwolle: |
| 17 november 2024 Aanvangstijd: 12.15 uur Plaats: Rotterdam Van Donge & De Roo Stadion Scheidsrechter: Niels Mulder                   | 17 november 2024 Aanvangstijd: 12.15 uur Plaats: Rotterdam Van Donge & De Roo Stadion Scheidsrechter: Niels Mulder                   | |                  | 1' Sterre Kroezen 35' Sophie van Vugt 38' (pen.) Hanna Huizenga                                                        | Tijink, Dijsselhof, Rutgers, Pruim, Weiman, Kroezen ( 74' Van de Velde), Van der Linden ( 63' Kemper), Buikema, Van Vugt ( 73' Hilhorst), Zuidberg ( 90+2' Davelaar), Huizenga ( 90+2' Schilder)       |
| | 8e speelronde | PEC Zwolle                                                                                              | 1 – 1 (0 – 0)    | ADO Den Haag | Opstelling PEC Zwolle: |
| 23 november 2024 Aanvangstijd: 16.30 uur Plaats: Heino Sportpark De Kampen Scheidsrechter: Niels Cremers                             | 23 november 2024 Aanvangstijd: 16.30 uur Plaats: Heino Sportpark De Kampen Scheidsrechter: Niels Cremers                             | Vita van der Linden 21' Zoë Zuidberg 77'                                                                |                  | 45' Manon van Raay 49' 90+1' Daniëlle Noordermeer 58' Cheyenne van den Goorbergh 84' Annouk Boshuizen                  | Tijink, Dijsselhof, Rutgers, Pruim, Weiman, Van Vugt ( 68' Hilhorst), Buikema, Van der Linden ( 46' Kemper), Kroezen ( 68' Van de Velde), Zuidberg ( 90+1' Schilder), Huizenga                         |
| | 9e speelronde | PEC Zwolle                                                                                              | 1 – 2 (0 – 0)    | AZ | Opstelling PEC Zwolle: |
| 8 december 2024 Aanvangstijd: 16.45 uur Plaats: Zwolle Sportpark De Vegtlust Scheidsrechter: Giovanni Jaggan                         | 8 december 2024 Aanvangstijd: 16.45 uur Plaats: Zwolle Sportpark De Vegtlust Scheidsrechter: Giovanni Jaggan                         | Nayomi Buikema 36' Inske Weiman 78' Sophie van Vugt 86'                                                 |                  | 70' 90+3' Floor Spaan 72' Bo op de Weegh 77' Isa Colin                                                                 | Tijink, Dijsselhof, Van der Linden, Rutgers, Weiman ( 88' Walk), Buikema ( 83' Kemper), Van de Velde ( 68' Van Vugt), Pruim, Huizenga, Hilhorst ( 83' Kroezen), Zuidberg                               |
| | 10e speelronde | FC Twente                                                                                               | 2 – 1 (0 – 0)    | PEC Zwolle | Opstelling PEC Zwolle: |
| 14 december 2024 Aanvangstijd: 14.00 uur Plaats: Enschede Het Diekman Scheidsrechter: John Kraak                                     | 14 december 2024 Aanvangstijd: 14.00 uur Plaats: Enschede Het Diekman Scheidsrechter: John Kraak                                     | Jaimy Ravensbergen 59', 67'                                                                             |                  | 70' Zoë Zuidberg | Tijink, Dijsselhof ( 72' Kemper), Van der Linden, Rutgers, Weiman ( 83' Schilder), Buikema, Pruim, Zuidberg ( 83' Lindner), Van de Velde ( 63' Kroezen), Van Vugt ( 63' Huizenga), Hilhorst            |
| | 11e speelronde | PEC Zwolle                                                                                              | 2 – 2 (1 – 1)    | sc Heerenveen | Opstelling PEC Zwolle: |
| 21 december 2024 Aanvangstijd: 14.00 uur Plaats: Zwolle Sportpark De Vegtlust Toeschouwers: 263 Scheidsrechter: Sterre Bijlsma       | 21 december 2024 Aanvangstijd: 14.00 uur Plaats: Zwolle Sportpark De Vegtlust Toeschouwers: 263 Scheidsrechter: Sterre Bijlsma       | Kely Pruim 34' Mayke Lindner 90+2'                                                                      | Wedstrijdverslag | 38' Evi Maatman 61' Aymee Altena                                                                                       | Tijink, Dijsselhof ( 80' Lindner), Rutgers, Pruim ( 60' Kemper), Van der Linden, Weiman ( 80' Schilder), Buikema, Van de Velde ( 60' Kroezen), Zuidberg, Hilhorst, Van Vugt ( 46' Huizenga)            |
| | 12e speelronde | Telstar                                                                                                 | 0 – 2 (0 – 0)    | PEC Zwolle | Opstelling PEC Zwolle: |
| 18 januari 2025 Aanvangstijd: 14.00 uur Plaats: Velsen 711 Stadion Scheidsrechter: Luca Cantineau                                    | 18 januari 2025 Aanvangstijd: 14.00 uur Plaats: Velsen 711 Stadion Scheidsrechter: Luca Cantineau                                    | |                  | 58' Zoë Zuidberg 82' Hanna Huizenga                                                                                    | Tijink, Dijsselhof, Lindner, Rutgers, Pruim, Van der Linden ( 71' Weiman), Buikema, Van Vugt ( 90+1' Kroezen), Van de Velde ( 71' Schilder), Zuidberg ( 71' Walk), Huizenga                            |
| | 13e speelronde | PEC Zwolle                                                                                              | 0 – 4 (0 – 2)    | Ajax | Opstelling PEC Zwolle: |
| 26 januari 2025 Aanvangstijd: 16.45 uur Plaats: Zwolle Sportpark De Vegtlust Scheidsrechter: Wim Bronsvoort                          | 26 januari 2025 Aanvangstijd: 16.45 uur Plaats: Zwolle Sportpark De Vegtlust Scheidsrechter: Wim Bronsvoort                          | Kely Pruim 9' Sterre Kroezen 74'                                                                        |                  | 1', 11' Danique Tolhoek 52' Tiny Hoekstra 54' Jade van Hensbergen 82' Roos van der Veen                                | Tijink, Dijsselhof, Lindner, Rutgers, Pruim, Van der Linden ( 63' Weiman), Buikema, Van Vugt ( 63' Kroezen), Van de Velde ( 83' Schilder), Zuidberg ( 63' Walk), Huizenga ( 83' Davelaar)              |
| | 14e speelronde | Fortuna Sittard                                                                                         | 1 – 0 (1 – 0)    | PEC Zwolle | Opstelling PEC Zwolle: |
| 2 februari 2025 Aanvangstijd: 12.15 uur Plaats: Heerlen Sportpark Pronsebroek Scheidsrechter: Giovanni Jaggan                        | 2 februari 2025 Aanvangstijd: 12.15 uur Plaats: Heerlen Sportpark Pronsebroek Scheidsrechter: Giovanni Jaggan                        | Maud van Berlo 7' 71' Sanne Arons 45+1' Femke Prins 56' Rosa van Wershoven 68'                          |                  | | Tijink, Dijsselhof ( 46' Schilder), Lindner, Van der Linden ( 46' Rutgers), Weiman ( 76' Walk), Kroezen ( 76' Hilhorst), Pruim, Van de Velde, Van Vugt, Zuidberg, Huizenga                             |
| | 15e speelronde | PEC Zwolle                                                                                              | 0 – 1 (0 – 1)    | PSV | Opstelling PEC Zwolle: |
| 8 februari 2025 Aanvangstijd: 16.30 uur Plaats: Wijhe Gemeentelijk Sportpark Scheidsrechter: Maarten Spoon                           | 8 februari 2025 Aanvangstijd: 16.30 uur Plaats: Wijhe Gemeentelijk Sportpark Scheidsrechter: Maarten Spoon                           | |                  | 35' Riola Xhemaili | Tijink, Dijsselhof, Lindner, Rutgers, Weiman, Kroezen ( 65' Kemper), Pruim, Van de Velde ( 65' Huizenga), Zuidberg, Van Vugt ( 81' Van der Linden), Walk ( 65' Hilhorst)                               |
| | 16e speelronde | PEC Zwolle                                                                                              | 2 – 2 (1 – 0)    | Excelsior Rotterdam | Opstelling PEC Zwolle: |
| 1 maart Aanvangstijd: 16.30 uur Plaats: Zwolle Sportpark De Vegtlust Scheidsrechter: Fijke Hoogendijk                                | 1 maart Aanvangstijd: 16.30 uur Plaats: Zwolle Sportpark De Vegtlust Scheidsrechter: Fijke Hoogendijk                                | Sterre Kroezen 25' Mayke Lindner 57' Senne van de Velde 81' Melissa Schilder 90+3' Sanne Davelaar 90+6' |                  | 41' Yara Helderman 49' Chelsea Homan 55' Sabrine Ellouzi                                                               | Tijink, Dijsselhof, Lindner, Rutgers, Van der Linden ( 78' Hilhorst), Kemper, Pruim, Van de Velde ( 88' Davelaar), Kroezen ( 46' Van Vugt), Weiman, Huizenga ( 88' Schilder)                           |
| | 17e speelronde | AZ | 2 – 0 (2 – 0)    | PEC Zwolle | Opstelling PEC Zwolle: |
| 8 maart 2025 Aanvangstijd: 16.30 uur Plaats: Wijdewormer AFAS Trainingscomplex Scheidsrechter: Jesper IJkema                         | 8 maart 2025 Aanvangstijd: 16.30 uur Plaats: Wijdewormer AFAS Trainingscomplex Scheidsrechter: Jesper IJkema                         | Isa Colin 11' Floor Spaan 28'                                                                           |                  | | Tijink, Dijsselhof, Lindner, Rutgers, Van der Linden ( 46' Weiman), Kemper ( 72' Van Vugt), Pruim, Van de Velde ( 62' Hilhorst), Kroezen, Zuidberg ( 72' Schilder), Huizenga ( 62' Walk)               |
| | 18e speelronde | PEC Zwolle                                                                                              | 0 – 6 (0 – 6)    | Feyenoord | Opstelling PEC Zwolle: |
| 23 maart 2025 Aanvangstijd: 14.30 uur Plaats: Zwolle MAC³PARK stadion Scheidsrechter: Gerbert Stegeman                               | 23 maart 2025 Aanvangstijd: 14.30 uur Plaats: Zwolle MAC³PARK stadion Scheidsrechter: Gerbert Stegeman                               | Mayke Lindner 31'                                                                                       |                  | 15' Esmee de Graaf 18', 21', 43' Sanne Koopman 32' Celainy Obispo 45+2' Maruschka Waldus                               | Tijink, Dijsselhof, Lindner, Rutgers, Weiman, Kemper ( 46' Davelaar), Pruim, Van Vugt ( 46' Te Wierik), Van de Velde, Kroezen ( 46' Van der Linden), Huizenga                                          |
| | 19e speelronde | sc Heerenveen                                                                                           | 1 – 2 (1 – 1)    | PEC Zwolle | Opstelling PEC Zwolle: |
| 30 maart 2025 Aanvangstijd: 16.45 uur Plaats: Heerenveen Sportpark Skoatterwâld Scheidsrechter: Julia van Es                         | 30 maart 2025 Aanvangstijd: 16.45 uur Plaats: Heerenveen Sportpark Skoatterwâld Scheidsrechter: Julia van Es                         | Britt Udink 18' 30'                                                                                     |                  | 18' Kely Pruim 18' Hanna Huizenga 24' Zoë Zuidberg 36' Ilse Kemper 69' Sterre Kroezen 75' Inge Tijink 90' Inske Weiman | Tijink, Dijsselhof, Weiman, Van der Linden, Kemper, Pruim, Kroezen, Van de Velde ( 80' Te Wierik), Zuidberg ( 62' Van Vugt), Huizenga ( 88' Stallmann)                                                 |
| | 20e speelronde | ADO Den Haag                                                                                            | 1 – 0 (1 – 0)    | PEC Zwolle | Opstelling PEC Zwolle: |
| 19 april 2025 Aanvangstijd: 16.30 uur Plaats: Den Haag Bingoal Stadion Scheidsrechter: Fijke Hoogendijk                              | 19 april 2025 Aanvangstijd: 16.30 uur Plaats: Den Haag Bingoal Stadion Scheidsrechter: Fijke Hoogendijk                              | Anne van Egmond 7' 88'                                                                                  |                  | | Tijink, Van de Velde, Dijsselhof, Rutgers, Lindner, Kemper ( 46' Van Vugt), Pruim ( 50' Hilhorst), Zuidberg, Van der Linden ( 78' Stiekema), Huizenga, Kroezen                                         |
| | 21e speelronde | PEC Zwolle                                                                                              | 0 – 3 (0 – 2)    | FC Twente | Opstelling PEC Zwolle: |
| 3 mei 2025 Aanvangstijd: 14.00 uur Plaats: Zwolle MAC³PARK stadion Scheidsrechter: Jessey van Pinxteren                              | 3 mei 2025 Aanvangstijd: 14.00 uur Plaats: Zwolle MAC³PARK stadion Scheidsrechter: Jessey van Pinxteren                              | |                  | 3' Charlotte Hulst 11' Liz Rijsbergen 74' Kayleigh van Dooren                                                          | Tijink, Dijsselhof ( 83' Van Essen), Lindner, Van der Linden ( 71' Huizenga), Rutgers, Weiman ( 58' Stiekema), Van de Velde ( 83' Hilhorst), Kemper, Kroezen, Van Vugt, Zuidberg                       |
| | 22e speelronde | FC Utrecht                                                                                              | 0 – 0            | PEC Zwolle | Opstelling PEC Zwolle: |
| 17 mei 2025 Aanvangstijd: 14.00 uur Plaats: Utrecht Sportcomplex Zoudenbalch Scheidsrechter: Manon Plandsoen                         | 17 mei 2025 Aanvangstijd: 14.00 uur Plaats: Utrecht Sportcomplex Zoudenbalch Scheidsrechter: Manon Plandsoen                         | Merel Bormans 43' Nikita Tromp 70'                                                                      |                  | | Van der Flier, Dijsselhof, Lindner, Pruim, Weiman, Van der Linden ( 89' Te Wierik), Kroezen ( 67' Kemper), Van de Velde, Van Vugt ( 80' Stiekema), Zuidberg ( 89' Van Drogen), Huizenga ( 80' Rutgers) |

### KNVB Beker
| | Achtste finale | sc Heerenveen | 1 – 1 (0 – 0, 1 – 1) Na strafschoppen | PEC Zwolle | Opstelling PEC Zwolle: |
| 14 februari 2025 Aanvangstijd: 19.30 uur Plaats: Heerenveen Sportpark Skoatterwâld Toeschouwers: Scheidsrechter: Bram de Meij | 14 februari 2025 Aanvangstijd: 19.30 uur Plaats: Heerenveen Sportpark Skoatterwâld Toeschouwers: Scheidsrechter: Bram de Meij | Jet van Beijeren 90' Jet van Beijeren Elfi Maass Chantal Schouwstra Britt Udink Fenna Meijer Eef Smits Roos de Haas | Wedstrijdverslag Strafschoppen        | 78' Sterre Kroezen Sterre Kroezen Naomi Hilhorst Kely Pruim Mayke Lindner Inge Tijink Vita van der Linden Ilse Kemper | Tijink, Dijsselhof, Lindner, Rutgers, Weiman ( 87' Van der Linden), Van Vugt ( 68' Kemper), Pruim, Kroezen, Van de Velde ( 87' Schilder), Huizenga ( 86' Hilhorst), Zuidberg |

## Selectie en technische staf

### Selectie
| Nr.             | Nat.               | Naam                | Competitie  | Competitie  | Beker       | Beker       | Totaal      | Totaal      | Seizoen bij PEC Zwolle | Vorige club                    | Debuut PEC Zwolle |             |             |             |             |
| Nr.             | Nat.               | Naam                | W           | Goal        | W           | Goal        | W           | Goal        | Seizoen bij PEC Zwolle | Vorige club                    | Debuut PEC Zwolle |             |             |             |             |
| Doelvrouwen     | Doelvrouwen        | Doelvrouwen         | Doelvrouwen | Doelvrouwen | Doelvrouwen | Doelvrouwen | Doelvrouwen | Doelvrouwen | Doelvrouwen            | Doelvrouwen                    | Doelvrouwen       | Doelvrouwen | Doelvrouwen | Doelvrouwen | Doelvrouwen |
| --------------- | ------------------ | ------------------- | ----------- | ----------- | ----------- | ----------- | ----------- | ----------- | ---------------------- | ------------------------------ | ----------------- | ----------- | ----------- | ----------- | ----------- |
| 1               | Vlag van Nederland | Tess van der Flier  | 1           | 0           | 0           | 0           | 1           | 0           | 3e                     | Be Quick '28                   | 23 oktober 2022   |             |             |             |             |
| 22              | Vlag van Nederland | Inge Tijink         | 21          | 0           | 1           | 0           | 22          | 0           | 2e                     | FC Twente                      | 4 november 2023   |             |             |             |             |
| 26              | Vlag van Nederland | Noa Tissingh        | 0           | 0           | 0           | 0           | 0           | 0           | 2e                     | Jeugd                          | –                 |             |             |             |             |
| Verdedigsters   |                    |                     |             |             |             |             |             |             |                        |                                |                   |             |             |             |             |
| 2               | Vlag van Nederland | Jasmijn Dijsselhof  | 22          | 0           | 1           | 0           | 23          | 0           | 2e                     | Bowling Green State University | 8 september 2023  |             |             |             |             |
| 3               | Vlag van Nederland | Maud Rutgers        | 22          | 0           | 1           | 0           | 23          | 0           | 3e                     | Jeugd                          | 23 oktober 2022   |             |             |             |             |
| 4               | Vlag van Nederland | Mayke Lindner       | 13          | 1           | 1           | 0           | 14          | 1           | 4e                     | Jeugd                          | 3 september 2021  |             |             |             |             |
| 6               | Vlag van Nederland | Kely Pruim          | 21          | 1           | 1           | 0           | 22          | 1           | 9e                     | Jeugd                          | 1 september 2017  |             |             |             |             |
| 8               | Vlag van Nederland | Ilse Kemper         | 17          | 0           | 1           | 0           | 18          | 0           | 3e                     | Jeugd                          | 23 september 2022 |             |             |             |             |
| 16              | Vlag van Nederland | Vita van der Linden | 20          | 0           | 1           | 0           | 21          | 0           | 1e                     | Oud-Heverlee Leuven            | 29 september 2024 |             |             |             |             |
| 23              | Vlag van Nederland | Inske Weiman        | 20          | 0           | 1           | 0           | 21          | 0           | 3e                     | Jeugd                          | 4 november 2022   |             |             |             |             |
| 27              | Vlag van Nederland | Melissa Schilder    | 13          | 0           | 1           | 0           | 14          | 0           | 4e                     | Jeugd                          | 16 januari 2022   |             |             |             |             |
| 30              | Vlag van Nederland | Denise van Essen    | 1           | 0           | 0           | 0           | 1           | 0           | 1e                     | Jeugd                          | 3 mei 2025        |             |             |             |             |
| 44              | Vlag van Nederland | Lieve-Lot Burgers   | 0           | 0           | 0           | 0           | 0           | 0           | 1e                     | Jeugd                          | –                 |             |             |             |             |
| 45              | Vlag van Nederland | Marilyn Brummel     | 0           | 0           | 0           | 0           | 0           | 0           | 1e                     | Jeugd                          | –                 |             |             |             |             |
| Middenveldsters |                    |                     |             |             |             |             |             |             |                        |                                |                   |             |             |             |             |
| 7               | Vlag van Nederland | Sterre Kroezen      | 22          | 3           | 1           | 1           | 23          | 4           | 2e                     | FC Twente                      | 8 september 2023  |             |             |             |             |
| 15              | Vlag van Nederland | Sophie van Vugt     | 22          | 2           | 1           | 0           | 23          | 2           | 3e                     | Jeugd                          | 16 oktober 2022   |             |             |             |             |
| 18              | Vlag van Nederland | Tara te Wierik      | 5           | 0           | 0           | 0           | 5           | 0           | 4e                     | Jeugd                          | 8 mei 2022        |             |             |             |             |
| 20              | Vlag van Nederland | Iris Stiekema       | 3           | 0           | 0           | 0           | 3           | 0           | 1e                     | Ajax                           | 19 april 2025     |             |             |             |             |
| 21              | Vlag van Nederland | Nayomi Buikema      | 12          | 0           | 0           | 0           | 12          | 0           | 2e                     | sc Heerenveen                  | 8 september 2023  |             |             |             |             |
| 24              | Vlag van Nederland | Senne van de Velde  | 22          | 1           | 1           | 0           | 23          | 1           | 2e                     | FC Utrecht                     | 8 mei 2022        |             |             |             |             |
| 25              | Vlag van Nederland | Sanne Davelaar      | 6           | 0           | 0           | 0           | 6           | 0           | 2e                     | Jeugd                          | 30 september 2023 |             |             |             |             |
| 40              | Vlag van Nederland | Hanna Stallmann     | 1           | 0           | 0           | 0           | 1           | 0           | 1e                     | Jeugd                          | 30 maart 2025     |             |             |             |             |
| 42              | Vlag van Nederland | Reza Konink         | 1           | 0           | 0           | 0           | 1           | 0           | 1e                     | Jeugd                          | 29 september 2024 |             |             |             |             |
| 48              | Vlag van Nederland | Maureen van Drogen  | 3           | 0           | 0           | 0           | 3           | 0           | 1e                     | Jeugd                          | 29 september 2024 |             |             |             |             |
| Aanvalsters     |                    |                     |             |             |             |             |             |             |                        |                                |                   |             |             |             |             |
| 10              | Vlag van Nederland | Naomi Hilhorst      | 17          | 0           | 1           | 0           | 18          | 0           | 5e                     | FC Twente                      | 6 september 2020  |             |             |             |             |
| 11              | Vlag van Nederland | Zoë Zuidberg        | 19          | 4           | 1           | 0           | 20          | 4           | 2e                     | Jeugd                          | 8 september 2023  |             |             |             |             |
| 13              | Vlag van Nederland | Hanna Huizenga      | 22          | 3           | 1           | 0           | 23          | 3           | 1e                     | Fortuna Sittard                | –                 |             |             |             |             |
| 14              | Vlag van Nederland | Jeva Walk           | 8           | 0           | 0           | 0           | 8           | 0           | 4e                     | Jeugd                          | 27 augustus 2021  |             |             |             |             |
| Nr.             | Nat.               | Naam                | W           | Goal        | W           | Goal        | W           | Goal        | Seizoen bij PEC Zwolle | Vorige club                    | Debuut            |             |             |             |             |
| Nr.             | Nat.               | Naam                | Competitie  | Competitie  | Beker       | Beker       | Totaal      | Totaal      | Seizoen bij PEC Zwolle | Vorige club                    | Debuut            |             |             |             |             |

### Legenda
| # | Reden                                          |
| - | ---------------------------------------------- |
|   | Heeft de club in het lopende seizoen verlaten. |

### Technische staf
| Naam                  | Functie           |
| --------------------- | ----------------- |
| Jim Brinkhof          | Hoofdtrainer      |
| Berry Jansen          | Assistent-trainer |
| Mitchell van Oorschot | Assistent-trainer |
| Marco Beens           | Keepertrainer     |

## Statistieken PEC Zwolle 2024/2025

### Eindstand PEC Zwolle in de Nederlandse Vrouwen Eredivisie 2024 / 2025
| Stand | Gespeeld | Gewonnen | Gelijk | Verloren | Punten | Doelpunten voor | Doelpunten tegen | Gele kaarten | Rode kaarten |
| ----- | -------- | -------- | ------ | -------- | ------ | --------------- | ---------------- | ------------ | ------------ |
| 10e   | 22       | 3        | 5      | 14       | 14     | 15              | 44               | 15           | 1            |

### Topscorers
| #      | Naam               | Goal |
| ------ | ------------------ | ---- |
| 1.     | Zoë Zuidberg       | 4    |
| 2.     | Hanna Huizenga     | 3    |
| 2.     | Sterre Kroezen     | 3    |
| 4.     | Sophie van Vugt    | 2    |
| 5.     | Mayke Lindner      | 1    |
| 5.     | Senne van de Velde | 1    |
| 5.     | Kely Pruim         | 1    |
| Totaal | Totaal             | 15   |

| #      | Naam           | Goal |
| ------ | -------------- | ---- |
| 1.     | Sterre Kroezen | 1    |
| Totaal | Totaal         | 1    |

| #                    | Naam                      | Goal |
| -------------------- | ------------------------- | ---- |
| 1.                   | Reza Konink               | 1    |
| 1.                   | Senne van de Velde        | 1    |
| 1.                   | Zoë Zuidberg              | 1    |
| 1.                   | Inske Weiman              | 1    |
| Onbekende doelpunten |                           |      |
| 1.                   | Tegen NAC Breda           | 6    |
| 2.                   | Tegen SG Essen-Schönebeck | 2    |
| 2.                   | Tegen sc Heerenveen       | 2    |
| 3.                   | Tegen FC Gütersloh        | 1    |
| 3.                   | Tegen Telstar             | 1    |
| 3.                   | Tegen FC Twente           | 1    |
| Totaal               | Totaal                    | 17   |

### Kaarten
| #      | Naam                | Kreeg geel |
| ------ | ------------------- | ---------- |
| 1.     | Kely Pruim          | 1          |
| 1.     | Inske Weiman        | 1          |
| 3.     | Nayomi Buikema      | 1          |
| 3.     | Sanne Davelaar      | 1          |
| 3.     | Naomi Hilhorst      | 1          |
| 3.     | Hanna Huizenga      | 1          |
| 3.     | Ilse Kemper         | 1          |
| 3.     | Vita van der Linden | 1          |
| 3.     | Mayke Lindner       | 1          |
| 3.     | Melissa Schilder    | 1          |
| 3.     | Inge Tijink         | 1          |
| 3.     | Jeva Walk           | 1          |
| 3.     | Tara te Wierik      | 1          |
| Totaal | Totaal              | 15         |

| #      | Naam   | Kreeg voor de tweede keer geel en dus rood |
| ------ | ------ | ------------------------------------------ |
| –      |        | 0                                          |
| Totaal | Totaal | 0                                          |

| #      | Naam          | Weggestuurd |
| ------ | ------------- | ----------- |
| 1.     | Mayke Lindner | 1           |
| Totaal | Totaal        | 1           |

### Punten per speelronde
| Speelronde | 1 | 2 | 3 | 4 | 5 | 6 | 7 | 8 | 9 | 10 | 11 | 12 | 13 | 14 | 15 | 16 | 17 | 18 | 19 | 20 | 21 | 22 |
| ---------- | - | - | - | - | - | - | - | - | - | -- | -- | -- | -- | -- | -- | -- | -- | -- | -- | -- | -- | -- |
| Punten     | 0 | 0 | 1 | 0 | 0 | 0 | 3 | 1 | 0 | 0  | 1  | 3  | 0  | 0  | 0  | 1  | 0  | 0  | 3  | 0  | 0  | 1  |

### Punten na speelronde
| Speelronde | 1 | 2 | 3 | 4 | 5 | 6 | 7 | 8 | 9 | 10 | 11 | 12 | 13 | 14 | 15 | 16 | 17 | 18 | 19 | 20 | 21 | 22 |
| ---------- | - | - | - | - | - | - | - | - | - | -- | -- | -- | -- | -- | -- | -- | -- | -- | -- | -- | -- | -- |
| Punten     | 0 | 0 | 1 | 1 | 1 | 1 | 4 | 5 | 5 | 5  | 6  | 9  | 9  | 9  | 9  | 10 | 10 | 10 | 13 | 13 | 13 | 14 |

### Stand na speelronde
| Speelronde | 1   | 2   | 3   | 4   | 5   | 6   | 7   | 8   | 9   | 10  | 11  | 12 | 13 | 14  | 15  | 16 | 17  | 18  | 19  | 20  | 21  | 22  |
| ---------- | --- | --- | --- | --- | --- | --- | --- | --- | --- | --- | --- | -- | -- | --- | --- | -- | --- | --- | --- | --- | --- | --- |
| Stand      | 11e | 12e | 12e | 12e | 12e | 12e | 10e | 10e | 10e | 11e | 10e | 8e | 9e | 10e | 10e | 9e | 10e | 10e | 10e | 10e | 10e | 10e |

### Doelpunten per speelronde
| Speelronde | 1 | 2 | 3 | 4 | 5 | 6 | 7 | 8 | 9 | 10 | 11 | 12 | 13 | 14 | 15 | 16 | 17 | 18 | 19 | 20 | 21 | 22 | Totaal |
| ---------- | - | - | - | - | - | - | - | - | - | -- | -- | -- | -- | -- | -- | -- | -- | -- | -- | -- | -- | -- | ------ |
| Doelpunten | 1 | 0 | 0 | 0 | 0 | 0 | 3 | 1 | 1 | 1  | 2  | 2  | 0  | 0  | 0  | 2  | 0  | 0  | 2  | 0  | 0  | 0  | 15     |

## Mutaties

### Zomer

#### Aangetrokken
| Nr. | Nat. | Naam                | Van                 | Type         | Contract     | Transfersom | Bijzonderheid                             |
| --- | ---- | ------------------- | ------------------- | ------------ | ------------ | ----------- | ----------------------------------------- |
| 13  | NL   | Hanna Huizenga      | Fortuna Sittard     | Transfervrij | 30 juni 2025 | n.v.t.      |                                           |
| 24  | NL   | Senne van de Velde  | FC Utrecht          | Transfervrij | 30 juni 2025 | n.v.t.      |                                           |
| 7   | NL   | Sterre Kroezen      | FC Twente           | Op huurbasis | 30 juni 2025 | n.v.t.      | Speelde vorig seizoen ook al op huurbasis |
| 16  | NL   | Vita van der Linden | Oud-Heverlee Leuven | Transfervrij | 30 juni 2025 | n.v.t.      |                                           |
| 20  | NL   | Iris Stiekema       | Ajax                | Transfervrij | 30 juni 2025 | n.v.t.      |                                           |

#### Vertrokken
| Nr. | Nat. | Naam              | Naar          | Type         | Transfersom | Wed. | Dlpt. |
| --- | ---- | ----------------- | ------------- | ------------ | ----------- | ---- | ----- |
| 16  | NL   | Floor Heijne      |               | Transfervrij | n.v.t.      | 12   | 0     |
| 8   | NL   | Eef Kerkhof       | sc Heerenveen | Transfervrij | n.v.t.      | 17   | 0     |
| 9   | NL   | Evi Maatman       | sc Heerenveen | Transfervrij | n.v.t.      | 66   | 16    |
| 17  | NL   | Britt Udink       | sc Heerenveen | Transfervrij | n.v.t.      | 21   | 2     |
| 5   | NL   | Imre van der Vegt | FC Twente     | Transfervrij | n.v.t.      | 45   | 4     |
| 19  | NL   | Bo van Egmond     | Ajax          | Transfer     | Niet bekend | 37   | 10    |

#### Statistieken transfers zomer
| Gekochte spelers | Verkochte spelers | Gehuurde spelers | Verhuurde spelers | Spelers terug van verhuurperiode | Spelers einde van huurperiode | Transfervrij aangetrokken spelers | Transfervrij vertrokken spelers | Doorgestroomde jeugdspelers |
| ---------------- | ----------------- | ---------------- | ----------------- | -------------------------------- | ----------------------------- | --------------------------------- | ------------------------------- | --------------------------- |
| 0                | 1                 | 1                | 0                 | 0                                | 0                             | 3                                 | 5                               | 0                           |

### Winter

#### Vertrokken
| Nr. | Nat. | Naam           | Naar | Type     | Transfersom | Wed. | Dlpt. |
| --- | ---- | -------------- | ---- | -------- | ----------- | ---- | ----- |
| 16  | NL   | Nayomi Buikema | Ajax | Transfer | Niet bekend | 35   | 1     |

#### Statistieken transfers winter
| Gekochte spelers | Verkochte spelers | Gehuurde spelers | Verhuurde spelers | Spelers terug van verhuurperiode | Spelers einde van huurperiode | Transfervrij aangetrokken spelers | Transfervrij vertrokken spelers | Doorgestroomde jeugdspelers |
| ---------------- | ----------------- | ---------------- | ----------------- | -------------------------------- | ----------------------------- | --------------------------------- | ------------------------------- | --------------------------- |
| 0                | 1                 | 0                | 0                 | 0                                | 0                             | 0                                 | 0                               | 0                           |

## Voetnoten
ADO Den Haag · 
Ajax · 
AZ · 
Excelsior · 
Feyenoord · 
Fortuna Sittard · 
sc Heerenveen · 
PEC Zwolle · 
PSV · 
Telstar · 
FC Twente · 
FC Utrecht